# ワシントン・ジャスティス
「ワシントン・ジャスティス（Washington Justice）」は、アメリカ合衆国・ワシントン・コロンビア特別区を本拠地とする『オーバーウォッチ（Overwatch）』eスポーツチームである。「オーバーウォッチ・リーグ（Overwatch League / OWL）」所属。チーム名の「ジャスティスズ（Justice）」は、「正義」の意味である。

## ヘッドコーチ
2018年12月3日現在
| ハンドル     | 姓名            | 就任日        | 離任日 | 注 | 備考 |
| ------------ | --------------- | ------------- | ------ | -- | ---- |
| WizardHyeong | Kim Hyeong-seok | 2018年9月12日 |        |    |      |